# Los Angeles Gladiators
Die Los Angeles Gladiators sind ein amerikanisches professionelles Overwatch Esports Team mit Sitz in Los Angeles, Kalifornien. Die Gladiatoren treten in der Overwatch League (OWL) als Mitglied der Liga der Pacific Division an. Das Team ist eines von zwölf Gründungsmitgliedern der OWL. Das Franchise wurde ursprünglich von Activision Blizzard als das neunte OWL-Franchise und das zweite OWL-Team in Los Angeles angekündigt. Es wurde auch angekündigt, dass das Franchise im Besitz von Stan Kroenke und Josh Kroenke sein würde. Das Team hat sich mit Rob Moore und Phoenix1 Esports zusammengetan, um die Operation zu leiten. Der Name und das Branding des Teams wurden offiziell am 2. November 2017 enthüllt und sie wurden das zwölfte und letzte OWL-Team.

## Geschichte

### 2017-Gegenwart: Beitritt zur Overwatch League
Nach wochenlangen Spekulationen nach der Ankündigung der ersten sieben Overwatch League-Teams am 10. August gab Blizzard offiziell bekannt, dass Stan Kroenke und Josh Kroenke den zweiten Los Angeles OWL Franchise-Spot erworben haben und damit eines von zwölf Teams in der Eröffnungssaison sind. Am 2. November wurde der Franchise-Name als Gladiatoren in Los Angeles enthüllt. Am 5. Oktober berichtete ESPN, dass Phoenix1, vorher bekannt für ihr League of Legends Team, das LA Gladiators Team betreiben würde. Der Roster, der ein Konglomerat von Spielern mehrerer früherer professioneller Overwatch-Esports-Teams umfasste, darunter Cloud9, Kungarna, Counter Logic Gaming, Team Giganti und CONBOX, wurde schließlich zusammen mit dem offiziellen Franchise-Branding am 2. November veröffentlicht.
Im Dezember 2017 nahmen die Gladiators an der OWL-Vorsaison teil, bevor sie die Eröffnungssaison im Januar 2018 begannen.

## Branding
Am 2. November 2017 wurde die Marke Gladiators in Los Angeles offiziell vorgestellt. Die Kreation resultierte aus der OWL-Anforderung für Franchise-Unternehmen, um neue geolocated Marken, sowie Geschäftseinheiten, die für die Liga spezifisch sind, zu schaffen.

### Name
Josh Kroenke, Mitinhaber des Teams, sagte, dass sie den Namen im „Geist“ der ursprünglichen Gladiatoren gewählt haben. „Gladiatoren waren die ursprünglichen Superstars von Sport und Unterhaltung. Ihre heftige Konkurrenzfähigkeit und ihre Bereitschaft, das ultimative Opfer zu bringen, hat die Herzen von Millionen von Menschen jeden Alters seit Jahrhunderten erobert.“

### Logo
Das Logo für die Los Angeles Gladiators zeigt einen brüllenden weißen Löwen, der in einem violetten Siegel umschrieben ist. Darüber hinaus ist das „LA“ in „Gladiators“ in dem geschriebenen Logo mit dem Wort „Gladiators“ in einer anderen Farbe versetzt und zeigt den Standort des Teams an.

### Farben
Die offiziellen Teamfarben sind Weiß, Violett und Schwarz. Josh Kroenke zitiert die Farben, die die römischen Kaiser trugen, und verband das Team weiter mit ihrer vom römischen Imperium inspirierten Marke.

## Roster

### Players
| Nr. | Alias     | Name                    | Nationalität | Position  |
| --- | --------- | ----------------------- | ------------ | --------- |
| 17  | Decay     | Gui-un Jang (장귀운)    | Südkorea     | DPS       |
| 0   | BigG00se  | Benjamin Isohanni       | Finnland     | Support   |
| 37  | rOar      | Chang-hoon Gye (계창훈) | Südkorea     | Main Tank |
| 12  | Ripa      | Riku Toivanen           | Finnland     | Support   |
| 99  | Hydration | João Pedro Goes Telles  | Brasilien    | DPS       |
| 10  | Shaz      | Jonas Suovaara          | Finnland     | Support   |
| 98  | Panker    | Byung-ho Lee (이병호)   | Südkorea     | Tank      |
| 4   | Surefour  | Lane Roberts            | Kanada       | DPS       |
| 57  | Void      | Jun Woo Kang            | Südkorea     | Flex Tank |

Stand: 21. April 2018